# Alexis Gambis
Alexis Gambis, né à Paris (France), est un réalisateur, scénariste, producteur et biologiste franco-vénézuélien,,.
Il est surtout connu pour son travail sur les films The Fly Room et Son of Monarchs. Il est boursier TED 2019,.

## Biographie
Alexis Gambis  est titulaire d'une maîtrise en beaux-arts de la NYU Tisch School of the Arts où il a collaboré avec James Franco et onze autres étudiants cinéastes pour coréaliser Tar (Tar). Il est également titulaire d'un doctorat en biologie moléculaire de l'Université Rockefeller. Il est professeur adjoint de biologie, cinéma et nouveaux médias à NYU Abu Dhabi.
Son premier long métrage, The Fly Room, est présenté en première au 15e Festival annuel du film de Woodstock. En 2018, son court métrage, Los Mimos Monarcas, est présenté au Morelia International Film Festival. Son deuxième long métrage, Son of Monarchs, avec Tenoch Huerta, William Mapother, Paulina Gaitán et Angélica Aragón, est présenté en première au Festival du film de Sundance en 2021 où le film remporte le prix Alfred P. Sloan. 
Il est le fondateur du festival annuel Imagine Science Film Festival et de la plateforme de streaming de films scientifiques Labocine.

## Filmographie partielle

### Au cinéma
| Année | Titre              | Scénariste | Réalisateur | Producteur | Notes                        |
| ----- | ------------------ | ---------- | ----------- | ---------- | ---------------------------- |
| 2010  | Disposable         | Oui        | Oui         |            | Court métrage                |
| 2010  | Courtship          | Oui        | Oui         | Oui        | Court métrage                |
| 2012  | Déjà vu            | Oui        | Oui         |            | Court métrage                |
| 2012  | Tar                | Oui        | Oui         |            | Long métrage, co-réalisateur |
| 2014  | The Fly Room       | Oui        | Oui         |            | Long métrage                 |
| 2014  | Campo Experimental | Oui        | Oui         | Oui        | Long métrage                 |
| 2017  | Mosaic             | Oui        | Oui         | Oui        | Long métrage                 |
| 2018  | Insan              | Oui        | Oui         |            | Court métrage                |
| 2018  | La Que Sueña       | Oui        | Oui         |            | Court métrage                |
| 2018  | Los Mimos Monarcas | Oui        | Oui         |            | Court métrage                |
| 2018  | Mi Hermano         | Oui        | Oui         |            | Court métrage                |
| 2020  | Son of Monarchs    | Oui        | Oui         |            | Long métrage                 |